# Tuomas Kantelinen
Tuomas Kantelinen (* 22. September 1969 in Kankaanpää) ist ein finnischer Komponist und Musiker.

## Leben
Tuomas Kantelinen studierte von 1988 bis 1996 an der Sibelius-Akademie in Helsinki, unter anderem unter Eero Hämeenniemi. Und noch bevor er sein Studium abschloss, komponierte er Filmmusik für einige Kurzfilme und Dokumentationen. Bereits mit Die Erlösung, einem seiner ersten Spielfilme, konnte er den finnischen Filmpreis Jussi für die Beste Filmmusik gewinnen. Mit Ambush 1941 – Spähtrupp in die Hölle gewann er seinen zweiten Jussi und mit Aleksis Kiven elämä sowie Mosku - lajinsa viimeinen jeweils eine weitere Nominierung. Seinen bisher größten internationalen Erfolg hatte er mit dem international preisgekrönten finnisch-schwedischen Drama Die beste Mutter für den er 2006 eine Nominierung für die Beste Filmmusik beim Europäischen Filmpreis erhielt.
Gemeinsam mit dem finnischen Schriftsteller Paavo Haavikko schrieb er über den finnischen Leichtathleten Paavo Nurmi eine Oper, die nach 2,7 Millionen Mark Produktionskosten im August 2000 vor über 20.000 Zuschauern im Olympiastadion Helsinki erstmals aufgeführt wurde.

## Filmografie (Auswahl)
- 1995: Lipton Cockton in the Shadows of Sodoma
- 1997: Die Erlösung (Lunastus)
- 1999: Ambush 1941 – Spähtrupp in die Hölle (Rukajärven tie)
- 2001: Rölli und die Elfen (Rölli ja metsänhenki)
- 2002: Aleksis Kiven elämä
- 2002: Elina (Näkymätön Elina)
- 2002: Ohne meine Tochter (Ilman tytärtäni)
- 2003: Mosku - lajinsa viimeinen
- 2004: Brüder des Waldes (Voitka - Metsän veljet)
- 2004: Mindhunters
- 2005: Die beste Mutter (Äideistä parhain)
- 2007: Arn – Der Kreuzritter (Arn – Tempelriddaren)
- 2007: Suden Vuosi (The Year of the Wolf)
- 2007: Der Goldene Nazivampir von Absam 2 – Das Geheimnis von Schloß Kottlitz
- 2007: Der Mongole (Монгол)
- 2007: Quest for a Heart – Die Reise der schrecklichen Rollies (Röllin sydän)
- 2008: Arn – Riket vid vägens slut
- 2009: The Sanctuary
- 2010: Prinsessa (Princess)
- 2011: The Italian Key
- 2014: The Legend of Hercules
- 2022: Lamborghini: The Man Behind the Legend

## Auszeichnungen
- Jussi
  - 1998: Beste Filmmusik - Die Erlösung
  - 2000: Beste Filmmusik - Rukajärven tie
  - 2003: Beste Filmmusik - Aleksis Kiven elämä (nominiert)
  - 2004: Beste Filmmusik - Mosku - lajinsa viimeinen (nominiert)

- Europäischer Filmpreis
  - 2006: Beste Filmmusik - Die beste Mutter (nominiert)